# 高山澪諒
高山 澪諒（たかやま りょうま、1995年2月16日 - ）は、日本の俳優、ファッションモデル。
出身地は京都府京都市。前事務所はエイベックス・マネジメントであり、2018年からはフリーとして活動をしている。
趣味はカフェ巡りであり、仕事がオフの日にはお気に入りのカフェを巡ることが多い。

## 過去出演作品
- 2001年〜2003年まで子役活動
- 2016年から芸能活動再開

### TV
- 2001年11月 「水戸黄門」子カッパ 役
- 2002年1月 TX「壬生義士伝〜新選組でいちばん強かった男」子役
- 2002年11月 NHK「はんなり菊太郎」子役
- 2003年3月 CX「流れ橋事件」子役

### 映画
- 2002年 「稲川淳二作品ぬらりひょん」慎之介 役
- 2003年 「魔界転生」徳川家綱（幼少期） 役
- 2016年 ショートムービー「2人日和」終也 役
- 2019年 「七つの会議」営業第1課 レギュラー 役

### ファッションショー
- 2016年 クリエイターズコレクション
- 2016年 Diorサンプリングモデル
- 2017年 Girls Award

### 雑誌
- 集英社「MEN'S NON-NO」
- KKベストセラーズ「street jack」
- 日之出出版「FINEBOYS」
- 徳間書店「STER EDGE」